# Пережогін Олександр Валерійович
Олександр Валерійович Пережогін (рос. Александр Валерьевич Пережогин; 10 серпня 1983, м. Усть-Каменогорськ, СРСР) — російський хокеїст, лівий/правий нападник. Виступає за «Авангард» (Омськ) у Континентальній хокейній лізі. Заслужений майстер спорту Росії (2009).
Вихованець хокейної школи «Торпедо» (Усть-Каменогорськ). Виступав за «Авангард-2» (Омськ), «Авангард» (Омськ), «Гамільтон Бульдогс» (АХЛ), «Монреаль Канадієнс», «Салават Юлаєв» (Уфа). Учасник Ліги чемпіонів (2009).
В чемпіонатах НХЛ — 128 матчів (15+19), у турнірах Кубка Стенлі — 6 матчів (1+1).
У складі національної збірної Росії учасник чемпіонатів світу 2009, 2012 і 2013 (27 матчів, 8+12). У складі молодіжної збірної Росії учасник чемпіонатів світу 2002 і 2003. У складі юніорської збірної Росії учасник чемпіонату світу 2001.
У 2011 році закінчив Вищу школу тренерів Сибірського державного університету физичної культури і спорту.
Батько: Віктор Пережогін.
Досягнення
- Чемпіон світу (2009, 2012)
- Чемпіон Росії (2008), срібний призер (2012)
- Володар Кубка європейських чемпіонів (2005)
- Переможець юніорського чемпіонату світу (2001)
- Переможець молодіжного чемпіонату світу (2002, 2003)